# Marko Kralevici

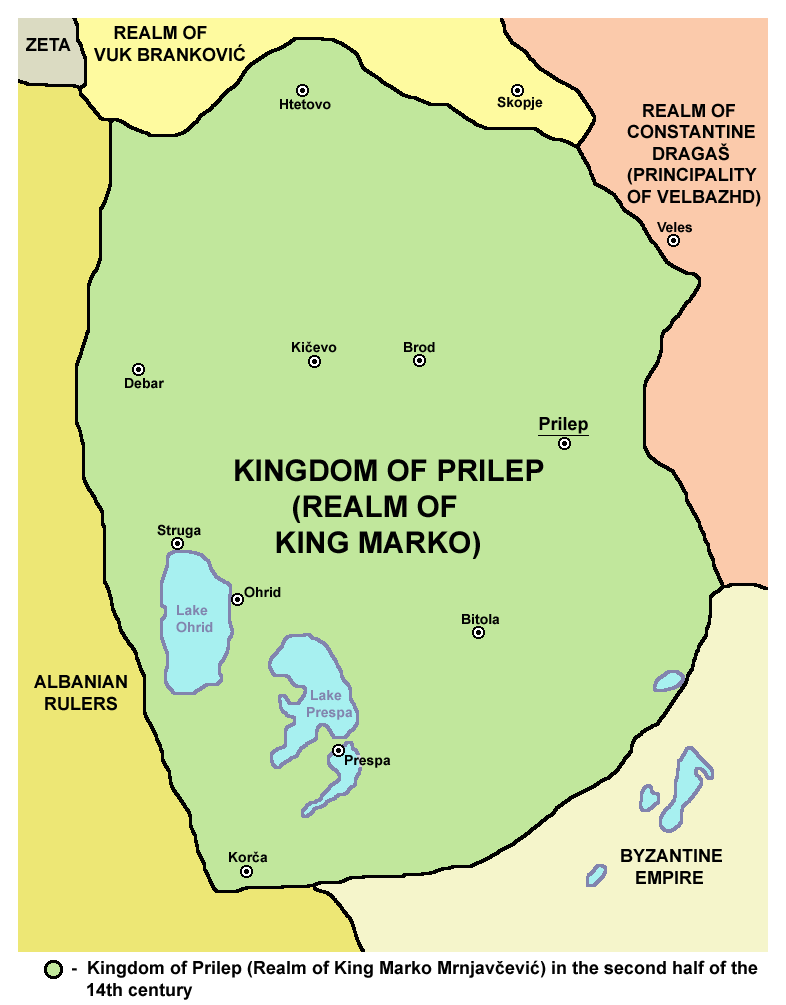
Regatul Prilep („Tărâmul regelui Marko”)

Marko Mrnjavčević (în sârbă Марко Мрњавчевић, cu alfabetul latin: Marko Mrnjavčević; n. 1335, Livno, Federația Bosniei și Herțegovinei, Bosnia și Herțegovina – d. 25 mai 1395, Câmpia Dunării de Jos⁠(d), Țara Românească) a fost de jure regele Serbiei în perioada 1371-1395, în timp ce, de facto, a fost conducătorul unui teritoriu din vestul Macedoniei, cu centrul în orașul Prilep. El mai este cunoscut ca Prințul Marko (în sârbă Краљевић Марко, cu alfabetul latin: Kraljević Marko, Marko Kralevici) și Regele Marko (în sârbă Краљ Марко; în bulgară Крали Марко; în macedoneană Kрaле Марко) în tradiția orală a slavilor sudici, fiind un personaj important în timpul ocupației otomane a regiunii Balcanilor. Tatăl lui Marko, regele Vukašin, a fost asociat la domnie al țarului sârb Stefan Uroș al V-lea, a cărui domnie a fost marcată de slăbirea autorității centrale și dezintegrarea treptată a Țaratului Sârb. Vukašin avea în proprietate personală mai multe teritorii din vestul Macedoniei, Kosovo și Metohia. În 1370 sau 1371 el l-a încoronat pe Marko ca „rege tânăr”, iar acest titlu a făcut ca Marko să-i succeadă pe tronul Serbiei țarului Uroš care nu avea copii.
La 26 septembrie 1371 regele Vukašin a fost ucis și oștile sale au fost învinse în Bătălia de pe Marița. Aproximativ două luni mai târziu, țarul Uroš a murit. În urma morții celor doi monarhi Marko a devenit formal regele teritoriilor sârbești; cu toate acestea, nobilii sârbi, care deveniseră efectiv independenți de autoritatea centrală, au refuzat să-l recunoască drept conducătorul lor suprem. Cândva după 1371 a devenit vasal otoman, iar până în 1377 porțiuni semnificative din teritoriul pe care îl moștenise de la Vukašin au fost acaparate de alți nobili. Regele Marko a ajuns în realitate un magnat regional care a stăpânit un teritoriu relativ mic în vestul Macedoniei. El a finanțat construcția Mănăstirii „Sfântul Dimitrie” din apropiere de Skopje (mai cunoscută ca Mănăstirea lui Marko), care a fost finalizată în 1376. Marko a murit la 17 mai 1395, luptând alături de otomani împotriva românilor în Bătălia de la Rovine.
Deși a fost un conducător cu o semnificație istorică modestă, Marko a devenit un personaj major al tradiției orale a slavilor sudici. El este venerat ca erou național de sârbi, macedoneni și bulgari și menționat în folclorul balcanic ca un protector puternic și neînfricat al celor slabi, care a luptat împotriva nedreptății și s-a luptat cu turcii în timpul ocupației otomane.

## Viața

### Până în 1371
Marko s-a născut în jurul anului 1335 ca primul fiu al lui Vukašin Mrnjavčević și al soției sale, Alena. Patronimicul „Mrnjavčević” provine de la Mrnjava, descris de istoricul ragusan din secolul al XVII-lea Mavro Orbin ca un mic nobil din Zahumlia (în prezent Herțegovina și sudul Dalmației). Potrivit lui Orbin, fiii lui Mrnjava s-au născut la Livno, în vestul Bosniei, unde s-ar fi putut muta după ce Zahumlia a fost anexată de Bosnia de la Serbia în 1326. Familia Mrnjavčević l-ar fi sprijinit mai târziu pe împăratul sârb (țar) Stefan Dušan în pregătirea invadării Bosniei, așa cum au făcut-o și alți nobili din Zahumlia, și, temându-se de pedeapsă, a emigrat în Țaratul Sârb înainte de începerea războiului. Aceste pregătiri au început probabil cu doi ani înaintea invaziei, care a avut loc în 1350. Din acel an datează cea mai veche mențiune scrisă a tatălui lui Marko, Vukašin, în care era descris drept župan (guvernator districtual) de Prilep, care fusese dobândit de Serbia de la Byzantium în 1334, împreună cu alte părți ale Macedoniei. În anul 1355, la aproximativ 47 de ani, Ștefan Dušan a murit brusc în urma unui accident vascular cerebral.
Dušan a fost succedat de fiul său, Uroš, în vârstă de 19 ani, care l-a considerat inițial pe Marko Mrnjavčević ca un om de încredere. Noul țar l-a numit conducător al soliei pe care a trimis-o la Ragusa (azi Dubrovnik, Croația) la sfârșitul lunii iulie 1361 pentru a negocia pacea dintre Țaratul Sârb și Republica Ragusa după ostilitățile ce avuseseră loc la începutul acelui an. Deși nu a încheiat un tratat de pace, Marko a reușit să obțină eliberarea negustorilor sârbi din Prizren, care fuseseră arestați de ragusani, și i s-a permis să-și retragă tezaurul de argint care fusese depozitat în oraș de familia sa. Prezentarea acestei solii într-un document ragusan conține cea mai veche menționare necontestată a lui Marko Mrnjavčević. O inscripție realizată în 1356 pe zidul unei biserici din regiunea macedoneană Tikveš menționează un Nikola și un Marko ca guvernatori ai regiunii, dar identitatea acelui Marko este contestată.
Moartea lui Dušan a fost urmată de o stârnire a activității separatiste în Țaratul Sârb. Provinciile sud-vestice, inclusiv Epirus, Tesalia și teritoriile din sudul Albaniei, s-au desprins în 1357. Nucleul statului (provinciile vestice, inclusiv Zeta și Travunia, cu valea superioară a Drinei; teritoriile sârbe centrale și Macedonia) a rămas însă fidel țarului Uroš. Cu toate acestea, nobilii locali au pretins o tot mai mare autonomie de sub autoritatea lui Uroš chiar și pe teritoriile statale care au rămas în cadrul Țaratului Sârb. Uroš era slab și nu a putut contracara aceste tendințe separatiste, devenind o autoritate minoră pe propriul său teritoriu. Magnații sârbi s-au luptat între ei pentru teritoriu și influență.

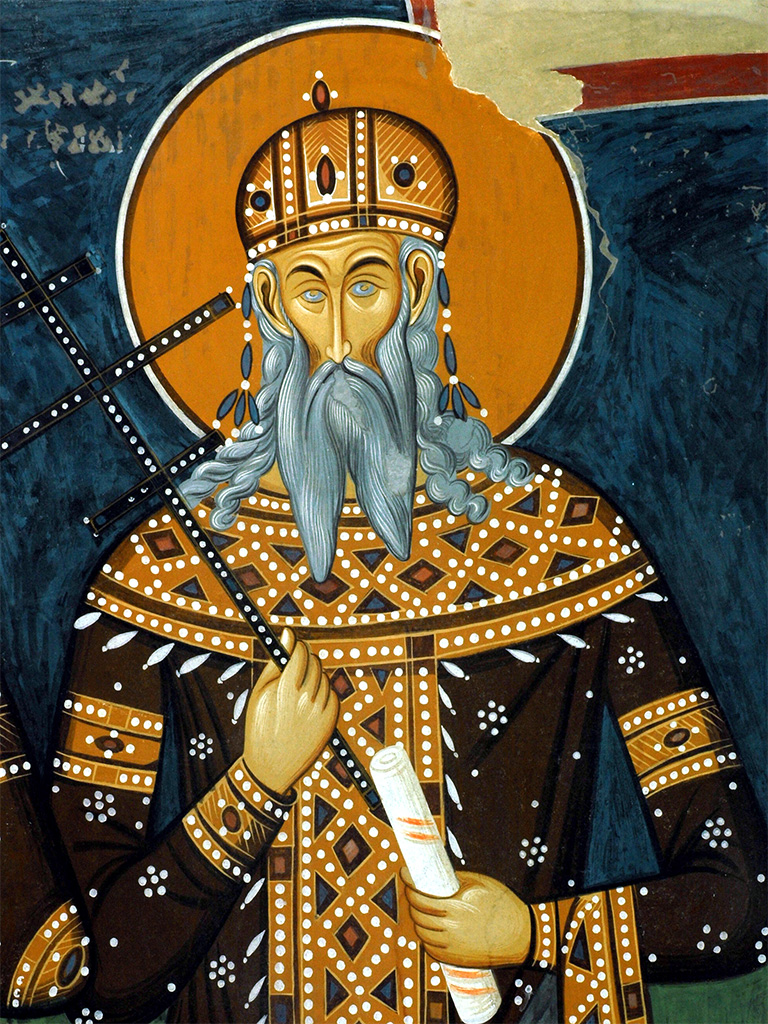
Regele Vukašin, tatăl lui Marko, reprezentat într-o frescă din Mănăstirea Psača, Macedonia de Nord)

Vukašin Mrnjavčević era un politician priceput și și-a asumat treptat rolul de conducător principal al Țaratului Sârb. În august sau septembrie 1365 Uroš l-a încoronat ca rege, făcându-l asociat la domnie. În 1370 domeniul teritorial al lui Marko a crescut pe măsură ce Vukašin și-a extins proprietățile sale personale de la Prilep înspre Macedonia, Kosovo și Metohija, dobândind Prizren, Pristina, Novo Brdo, Skopje și Ohrid. Într-o cartă emisă la 5 aprilie 1370 Vukašin o menționa pe soția sa (regina Alena) și pe fiii săi (Marko și Andrijaš), semnând cu titlul „Stăpân al teritoriilor sârbe și grecești și al provinciilor vestice” (господинь зємли срьбьскои и грькѡмь и западнимь странамь). La sfârșitul anului 1370 sau începutul anului 1371 Vukašin l-a încoronat pe Marko ca „tânăr rege”, un titlu acordat moștenitorilor prezumtivi ai regilor sârbi pentru a-și asigura poziția de succesori la tron. Deoarece Uroš nu avea copii, Marko putea deveni astfel succesorul său, începând o nouă dinastie (dinastia Vukašin) a suveranilor sârbi și punând capăt dinastiei Nemanjić, veche de două secole. Majoritatea magnaților sârbi s-au arătat nemulțumiți de această situație, ceea ce le-a consolidat dorința de independență față de autoritatea centrală.
Vukašin a căutat o soție de rang înalt și cu relații pentru Marko. O prințesă din familia croată Šubić din Dalmația a fost trimisă de tatăl ei, Grgur, la curtea rudei lor, Tvrtko I, banul Bosniei. Ea urma să fie educată și căsătorită de Jelena, mama lui Tvrtko. Jelena era fiica lui George al II-lea Šubić, al cărui bunic matern era regele sârb Dragutin Nemanjić. Banul și mama sa au aprobat ideea lui Vukašin de a o căsători pe prințesa din familia Šubić cu Marko, iar nunta lor era iminentă. Cu toate acestea, în aprilie 1370, papa Urban al V-lea a trimis o scrisoare lui Tvrtko, prin care îi interzicea să o căsătorească pe doamna catolică cu „fiul Măriei Sale, regele Serbiei, un schismatic” (filio magnifici viri Regis Rascie scismatico). Papa l-a înștiințat, de asemenea, pe regele Ludovic I al Ungariei, suzeranul nominal al banului, despre iminenta „ofensă adusă credinței creștine” și căsătoria nu a mai avut loc. Marko s-a căsătorit ulterior cu Jelena (fiica lui Radoslav Hlapen, stăpânul domeniului Veria și Edessa și principalul nobil sârb din sudul Macedoniei).
În primăvara anului 1371, Marko a participat la pregătirea campaniei împotriva lui Nikola Altomanović, stăpânul principal al teritoriilor din vestul țaratului. Campania a fost plănuită în comun de regele Vukašin și Đurađ I Balšić, stăpânul domeniului Zeta (care era căsătorit cu Olivera, fiica regelui). În luna iulie a acelui an Vukašin și Marko și-au organizat tabăra în afara orașului Scutari, pe teritoriul lui Balšić, fiind pregătiți să efectueze o incursiune către orașul Onogošt de pe teritoriul lui Altomanović. Atacul nu a avut loc niciodată, deoarece otomanii amenințau teritoriul despotului Jovan Uglješa (stăpânul domeniului Serres și fratele mai mic al lui Vukašin, care domnea în estul Macedoniei), iar forțele lui Mrnjavčević au fost direcționate rapid către est. Căutând în zadar aliați, cei doi frați și trupele lor au intrat pe teritoriul stăpânit de otomani. Turcii au anihilat armata sârbă în Bătălia de pe Marița din 26 septembrie 1371; trupurile lui Vukašin și Jovan Uglješa nu au fost niciodată găsite. Locul bătăliei, aflat în apropierea satului Ormenio din estul Greciei actuale, a fost numit de atunci Sırp Sındığı („deruta sârbă”) în turcă. Bătălia de pe Marița a avut consecințe considerabile pentru regiune, deoarece a deschis accesul turcilor către Balcani.

### După 1371

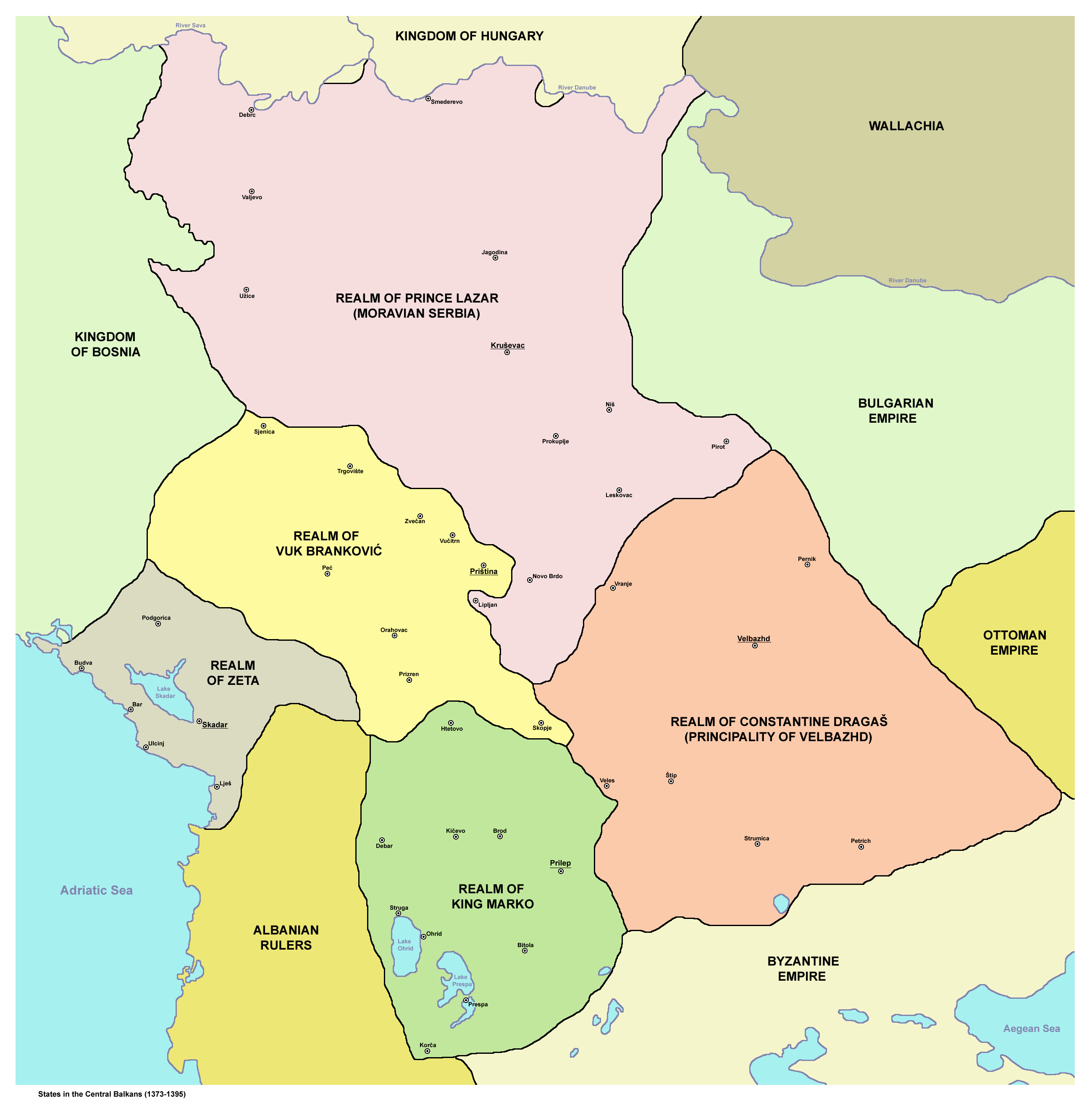
Granițele aproximative ale teritoriului stăpânit de regele Marko după 1377 (reprezentate cu un verde mai închis)

Când a murit tatăl său, „tânărul rege” Marko a devenit rege și asociat la domnie al țarului Uroš. Dinastia Nemanjić s-a stins curând după aceea, atunci când Uroš a murit pe 2 (sau 4) decembrie 1371, iar Marko a devenit suveranul formal al Serbiei. Magnații sârbi nu l-au recunoscut însă ca monarh, iar diviziunea statului s-a adâncit. După moartea celor doi frați și nimicirea armatelor lor, familia Mrnjavčević a rămas fără mare putere. Magnații din jurul lui Marko au exploatat această ocazie și au acaparat părți semnificative ale teritoriului său. Prin 1372 Đurađ I Balšić a ocupat regiunea orașelor Prizren și Peć, iar prințul Lazar Hrebeljanović a ocupat Pristina. În jurul anului 1377 Vuk Branković a dobândit regiunea orașului Skopje, iar magnatul albanez Andrea Gropa a devenit practic independent în Ohrid; cu toate acestea, este posibil ca el să fi rămas vasal al lui Marko așa cum fusese și lui Vukašin. Ginerele lui Gropa era ruda lui Marko, Ostoja Rajaković din clanul Ugarčić din Travunia. El a fost unul dintre nobilii sârbi din Zahumlia și Travunia (principate adiacente aflate în prezent pe teritoriul Herțegovinei) care a primit moșii în părțile nou cucerite ale Macedoniei în timpul domniei țarului Dušan.

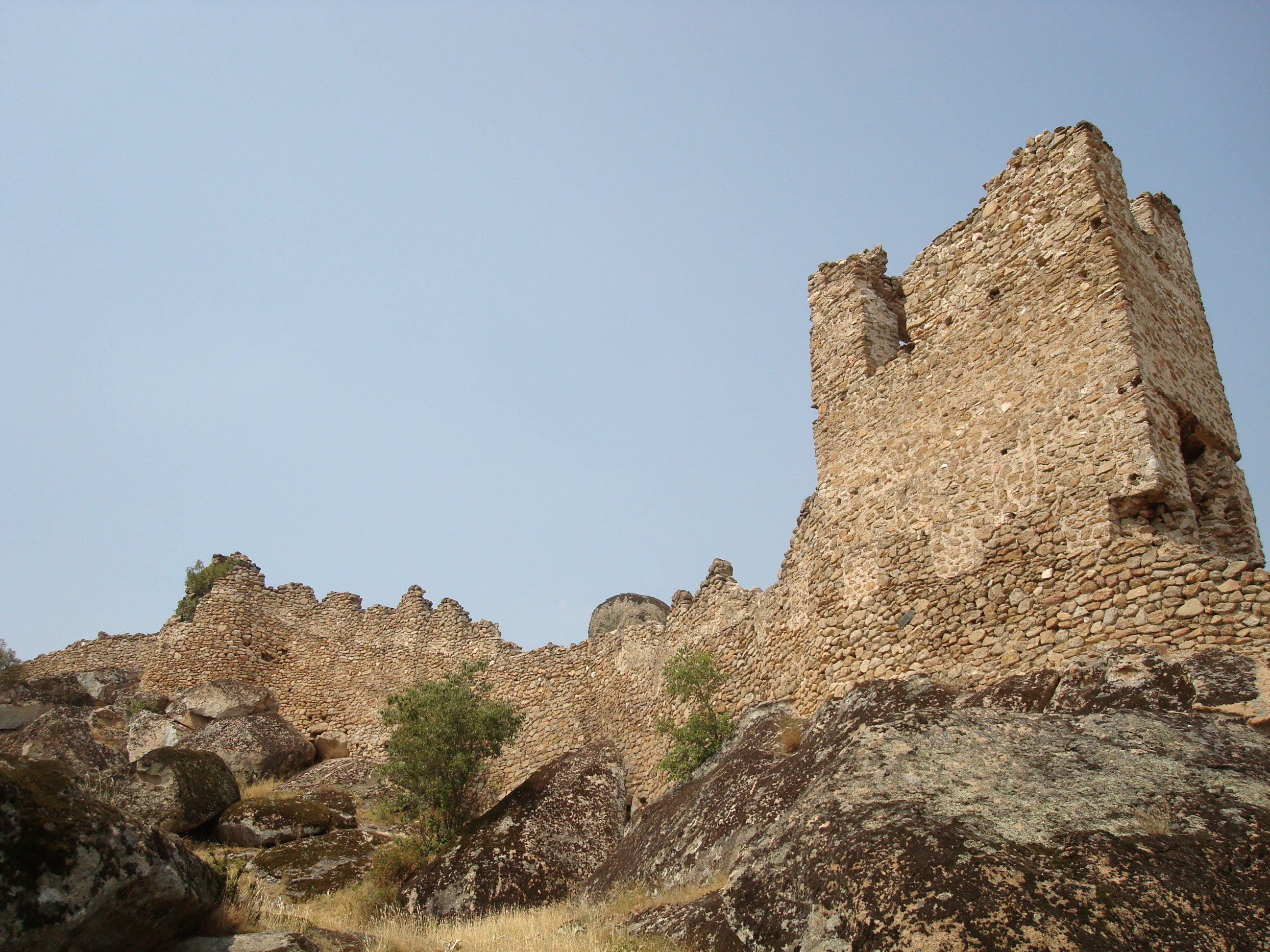
Ruinele cetății lui Marko aflate la nord-vest de Prilep și cunoscute sub numele de Markovi Kuli („turnurile lui Marko”)

Singurul oraș mare păstrat de Marko a fost Prilep, de unde începuse ascensiunea politico-militară a tatălui său. Regele Marko a devenit un prinț neînsemnat care domina un teritoriu relativ mic în vestul Macedoniei, mărginit în nord de munții Šar și de orașul Skopje, la est de râurile Vardar și Cerna și la vest de Ohrid. Granițele sudice ale teritoriului său sunt incerte. Marko a administrat teritoriul care-i mai rămăsese alături de fratele său mai mic, Andrijaš, care avea propriul său domeniu. Mama lor, regina Alena, a devenit călugăriță după moartea lui Vukašin, luând numele monahal Jelisaveta, dar a continuat să guverneze alături de Andrijaš pentru câtva timp după 1371. Fratele cel mai mic, Dmitar, a trăit pe teritoriul controlat de Andrijaš. A mai existat un alt frate pe nume Ivaniš, despre care se cunosc puține informații. Nu se cunoaște data când Marko a devenit vasal otoman, dar se presupune că nu a fost imediat după Bătălia de pe Marița.
La un moment dat, Marko s-a despărțit de Jelena și a trăit cu Todora, soția unui bărbat pe nume Grgur, iar Jelena s-a întors la tatăl ei în Veria. Marko a căutat ulterior să se împace cu Jelena și a fost nevoit să o trimită pe Todora la socrul lui. Deoarece teritoriul lui Marko era mărginit la sud de teritoriul lui Hlapen, reconcilierea ar fi putut să aibă un scop politic. Scribul Dobre, un supus al lui Marko, a transcris o carte liturgică pentru biserica din satul Kaluđerec, iar când a terminat a compus o inscripție care începe astfel:
| Слава сьвршитєлю богѹ вь вѣкы, аминь, а҃мнь, а҃м. Пыса сє сиꙗ книга ѹ Порѣчи, ѹ сєлѣ зовомь Калѹгєрєць, вь дьны благовѣрнаго кралꙗ Марка, ѥгда ѿдадє Ѳодору Грьгѹровѹ жєнѹ Хлапєнѹ, а ѹзє жєнѹ свою прьвовѣнчанѹ Ѥлєнѹ, Хлапєновѹ дьщєрє. | Slavă lui Dumnezeu Făcătorul în vecii vecilor, amin, amin, amin. Această carte a fost scrisă la Porečje, în satul numit Kaluđerec, în zilele cucernicului rege Marko, când a predat-o pe Todora, soția lui Grgur, lui Hlapen și a luat-o înapoi pe soția sa dintâi Jelena, fiica lui Hlapen. |  |

Cetatea lui Marko se afla pe un deal la nord de actualul oraș Prilep; ruinele sale parțial conservate sunt cunoscute ca Markovi Kuli („turnurile lui Marko”). La poalele cetății se află satul Varoš, vatra orașului medieval Prilep. În sat se află Mănăstirea „Sf. Arhanghel Mihail”, restaurată de Marko și Vukašin, ale căror portrete se află pictate pe zidurile bisericii mănăstirii. Marko a fost ctitor al Bisericii Sfintei Duminici din Prizren, care a fost terminată în 1371, cu puțin timp înaintea Bătăliei de pe Marița. În inscripția de deasupra intrării în biserică, el este numit „tânărul rege”.
Mănăstirea „Sf. Dimitrie”, cunoscută popular sub numele de Mănăstirea lui Marko, se află în satul Markova Sušica (lângă Skopje) și a fost construită din jurul anului 1345 până în 1376 (sau 1377). Regii Marko și Vukašin, ctitorii ei, sunt reprezentați într-o frescă aflată deasupra intrării de sud în biserica mănăstirii. Marko este reprezentat ca un bărbat cu aspect auster, îmbrăcat în haine mov, care poartă o coroană decorată cu perle. În mâna stângă ține un sul, al cărui text începe astfel: „Eu, în Hristos Dumnezeu, cucernicul rege Marko, am construit și închinat acest lăcaș de cult dumnezeiesc...” În mâna dreaptă, el ține un corn care simbolizează cornul cu mir cu care regii Vechiului Testament erau unși la încoronarea lor (așa cum se relatează în 1 Samuel 16:13). Se spune că Marko este reprezentat aici ca regele ales de Dumnezeu pentru a-și conduce poporul în perioada de criză ce a urmat după Bătălia de pe Marița.
Marko a emis proprii săi bani, ca și tatăl său și alți nobili sârbi ai vremii. Monedele sale de argint cântăreau 1,11 grame și erau de trei tipuri. Aversul a două dintre ele conținea un text situat pe cinci rânduri: ВЬХА/БАБЛГОВ/ѢРНИКР/АЛЬМА/РКО („În Hristos Dumnezeu, cucernicul rege Marko”). Pe reversul primului tip era înfățișat Hristos așezat pe un tron; pe cel de-al doilea tip Hristos era așezat pe o mandorla. Cel de-al treilea tip îl înfățișează pe revers pe Hristos așezat pe o mandorla, iar pe avers conține un text situat pe patru linii: БЛГО/ВѢРНИ/КРАЛЬ/МАРКО („Cucernicul rege Marko”), pe care Marko l-a folosit și în pisania bisericii. El a omis înscrierea teritoriului în titlul său, probabil ca o recunoaștere tacită a puterii sale limitate. Deși fratele său Andrijaš a bătut și el propriile monede, masa monetară pe teritoriul guvernat de frații Mrnjavčević a constat în principal din monede emise de regele Vukašin și de țarul Uroš. Aproximativ 150 din monedele emise de Marko sunt păstrate în colecții numismatice.
În jurul anului 1379 prințul Lazar Hrebeljanović, conducătorul Serbiei morave, a devenit cel mai puternic magnat sârb. Deși s-a intitulat Autokrator al tuturor sârbilor (самодрьжць вьсѣмь Србьлѥмь), el nu era suficient de puternic pentru a uni toate teritoriile sârbe sub autoritatea sa. Familiile Balšić și Mrnjavčević, Konstantin Dragaš (un urmaș pe linie maternă al dinastiei Nemanjić), Vuk Branković și Radoslav Hlapen au continuat să guverneze regiunile stăpânite de ei. Pe lângă Marko, Tvrtko I a fost încoronat rege al sârbilor și al Bosniei în 1377 la Mănăstirea Mileševa. Înrudit pe linie maternă cu dinastia Nemanjić, Tvrtko ajunsese stăpân al regiunilor vestice ale fostului Țarat Sârb în 1373.
La 15 iunie 1389 forțele sârbe conduse de prințul Lazar, Vuk Branković și Vlatko Vuković, nobilul vasal al lui Tvrtko din Zahumlia, s-au confruntat cu armata otomană condusă de sultanul Murad I în Bătălia de la Kosovo Polje, cea mai cunoscută bătălie din istoria sârbă medievală. Ca urmare a faptului că cea mai mare parte a ambelor armate au fost nimicite, iar Lazar și Murad au murit în timpul luptelor, rezultatul bătăliei a fost neconcludent. Ulterior, sârbii nu au mai avut trupe suficiente pentru a-și apăra teritoriile, în timp ce otomanii aveau multe alte trupe în partea de est a imperiului. În consecință, principatele sârbe care nu erau deja vasale Imperiului Otoman au acceptat suzeranitatea otomană în următorii ani.
În 1394 un grup de vasali otomani din Balcani au renunțat la vasalitate. Deși Marko nu se număra printre ei, frații săi mai mici Andrijaš și Dmitar au refuzat să rămână sub stăpânirea otomană. Ei au emigrat în Regatul Ungariei, intrând în slujba regelui Sigismund. Au călătorit prin Ragusa, unde au retras două treimi din tezaurul răposatului lor tată de 96,73 kilograme (213,3 lb) de argint, lăsând treimea rămasă lui Marko. Deși Andrijaš și Dmitar au fost primii nobili sârbi care au emigrat în Ungaria, migrația sârbă către nord va continua pe tot parcursul ocupației otomane.
În anul 1395 otomanii au atacat Țara Românească pentru a-l pedepsi pe conducătorul ei, Mircea cel Bătrân, pentru incursiunile sale pe teritoriul lor. Trei vasali sârbi au luptat de partea otomanilor: regele Marko, magnatul Konstantin Dragaš și despotul Stefan Lazarević (fiul și moștenitorul prințului Lazăr). Bătălia de la Rovine, care a avut loc la 17 mai 1395, a fost câștigată de valahi; Marko și Dragaš au fost uciși în luptă. După moartea lor, otomanii au anexat teritoriile lor, pe care le-au unit într-o provincie otomană cu centrul administrativ la Kiustendil. La treizeci și șase de ani de la bătălia de la Rovine, cronicarul medieval bulgar Constantin Filozoful a scris Biografia despotului Stefan Lazarević și a consemnat ceea ce Marko i-a spus lui Dragaš în ajunul bătăliei: „Spun și mă rog Domnului să-i ajute pe creștini și pentru mine să fiu printre primii care vor muri în acest război.” Cronica menționează că Marko și Dragaš au fost uciși în luptă. O altă sursă medievală care menționează moartea lui Marko în Bătălia de la Rovine este Cronica de la Dečani.

## În poezia populară

### Poezia epică din Serbia
Marko Mrnjavčević este cel mai popular erou al poeziei epice sârbe, în care este numit „Kraljević Marko” (cuvântul kraljević înseamnă „prinț” sau „fiul regelui”). Acest titlu informal a fost atribuit fiilor regelui Vukašin ca nume de familie (Marko Kraljević) în sursele contemporane și a fost adoptat de tradiția orală sârbă ca parte a numelui lui Marko.

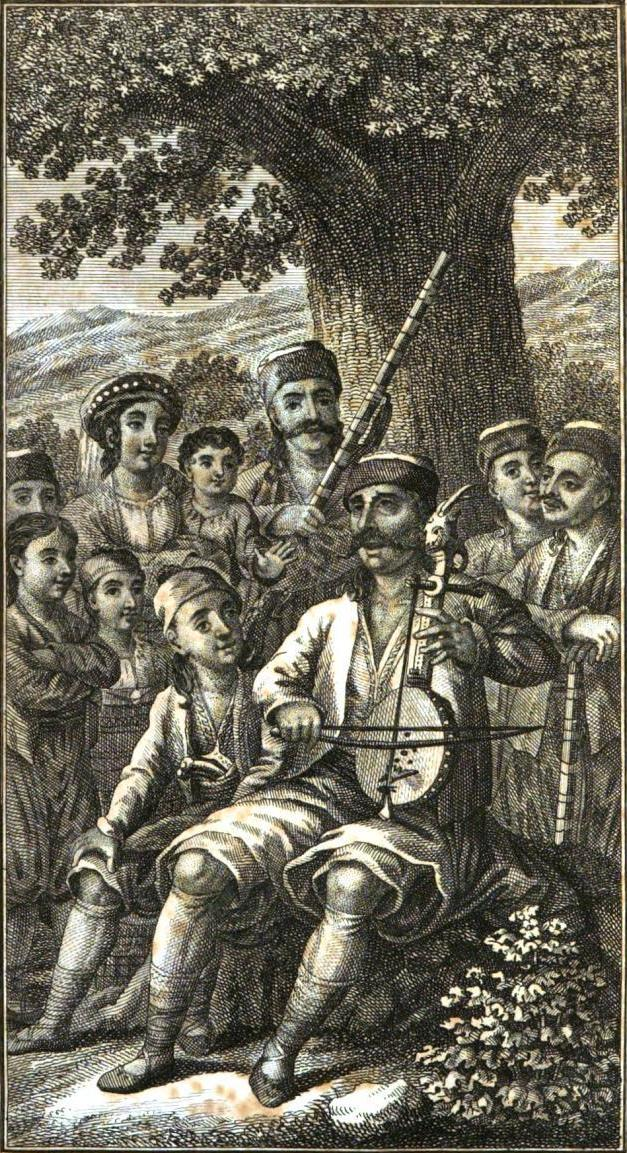
Un bărbat din Herțegovina cântă la guslă într-un desen din 1823. Poemele epice sârbe au fost deseori cântate, acompaniate la acest instrument muzical tradițional.

Poemele despre Kraljević Marko nu urmează un fir narativ; ceea ce le unește într-un ciclu poetic este eroul însuși, cu aventurile sale care-i conturează caracterul și personalitatea. Personajul epopeic Marko a avut o viață de 300 de ani, avându-i ca însoțitori pe diverși eroi sârbi din secolele XIV-XVI precum Miloš Obilić, Relja Krilatica, Vuk Dragonul de Foc, Sibinjanin Janko și nepotul său, Banović Sekula. Foarte puține fapte istorice săvârșite de Marko pot fi găsite în poezii, dar ele reflectă legătura lui cu dezintegrarea Țaratului Sârb și vasalitatea lui față de otomani. Poemele au fost compuse de poeți sârbi anonimi în timpul ocupației otomane a țării lor. Potrivit slavistului american George Rapall Noyes, ele „combină patosul tragic cu un comic aproape obscen într-un mod asemănător cu cel al unui dramaturg elisabetan”.
Poezia epică sârbă susține că regele Vukašin a fost tatăl lui Marko. Mama sa în aceste poeme era Jevrosima, sora voievodului Momčilo, stăpânul cetății Pirlitor (de pe Muntele Durmitor din Herțegovina Veche). Momčilo este descris ca un om cu proporții și forță uriașe, care posedă atribute magice: un cal înaripat și un paloș cu ochi. Vukašin l-a ucis cu ajutorul tinerei soții a voievodului, Vidosava, în ciuda încercării Jevrosimei de a se sacrifica pentru a-și salva fratele. În loc să se căsătorească cu Vidosava (așa cum plănuise inițial), Vukašin a ucis-o pe femeia trădătoare. El a dus-o pe Jevrosima de la Pirlitor în capitala sa, Skadar, și s-a căsătorit cu ea după sfatul muribundului Momčilo. Jevrosima i-a născut doi fii, Marko și Andrijaš, iar poemul care povestește aceste evenimente spune că Marko semăna cu unchiul său, Momčilo. Acest personaj epic corespunde în plan istoric tâlharului și mercenarului bulgar Momcil, care a fost în slujba țarului sârb Dušan; el a devenit ulterior despot și a murit în Bătălia de la Peritheorion din 1345. Potrivit unei alte relatări, Marko și Andrijaš au fost născuți de o vila (nimfă slavă de munte) căsătorită cu Vukašin după ce el a prins-o lângă un lac și i-a tăiat aripile pentru a nu putea scăpa.

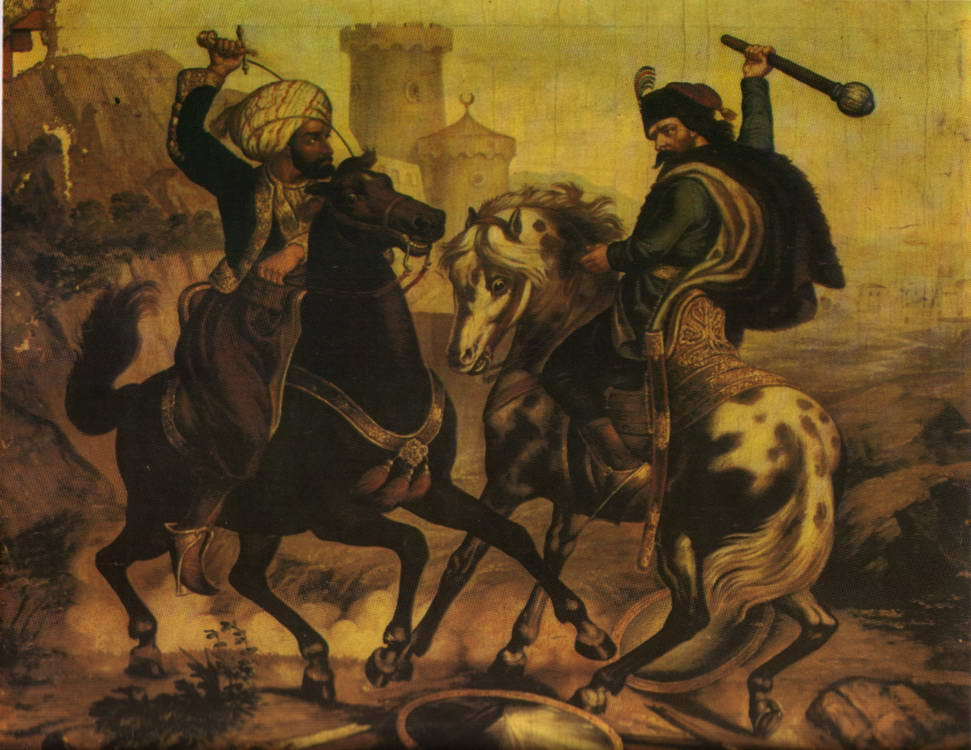
Prințul Marko și Musa Kesedžija, pictură realizată în 1900 de Vladislav Titelbah; Prințul Marko este în partea dreaptă

Pe măsură ce a ajuns la maturitate, Marko a devenit încăpățânat; Vukašin a spus cândva că nu-l poate stăpâni pe fiul său, care a mers oriunde a vrut, a băut și s-a bătut. Marko s-a transformat într-un bărbat solid și puternic, cu o înfățișare terifiantă, care era, de asemenea, oarecum comică. Purta o căciulă din piele de lup trasă în jos peste ochii săi negri, mustața sa neagră avea dimensiunea unui miel în vârstă de șase luni, iar mantia lui era confecționată din piele de lup. O sabie din oțel de Damasc îi atârna la talie și o suliță era așezată pe spatele său. Buzduganul lui Marko cântărea 66 de ocale (85 kilograme (190 lb)) și atârna pe partea stângă a șeii, echilibrat de un burduf bine umplut cu vin aflat pe partea dreaptă a șeii. Strânsoarea lui era suficient de puternică pentru a stoarce picături de apă dintr-o bucată de corn uscat. Marko a învins în competiții o serie de luptători valoroși.
Însoțitorul inseparabil al eroului a fost calul său bălțat, puternic și vorbitor, pe nume Šarac; Marko i-a oferit întotdeauna o parte egală din vinul său. Calul putea sări trei lungimi de suliță în sus și patru lungimi de suliță înainte, permițându-i lui Marko să o captureze pe vila Ravijojla, care era primejdioasă și greu de prins. Vila a devenit sora lui de sânge și a promis că-l va ajuta atunci când el se va afla la strâmtorare. Atunci când Ravijojla l-a ajutat să-l ucidă pe monstruosul cu trei inimi Musa Kesedžija (care aproape că-l învinsese), Marko s-a întristat pentru că a omorât un om mai bun decât era el însuși.
Marko este înfățișat ca un protector al celor slabi și lipsiți de ajutor, un luptător împotriva opresorilor turci și a nedreptății în general. Era un păstrător idealizat al normelor naturale și patriarhale: el l-a decapitat, într-o tabără militară turcă, pe turcul care i-a ucis tatăl într-un mod dezonorant. A desființat taxa pe căsătorie prin uciderea tiranului care a impus-o populației din Kosovo. A salvat-o pe fiica sultanului de o căsătorie nedorită, după ce ea l-a rugat, ca pe fratele ei de sânge, să o ajute. A eliberat trei voievozi sârbi (frații săi de sânge) dintr-o temniță și a ajutat animalele aflate în suferință. Marko a fost un eliberator și binefăcător al poporului și un susținător al vieții; „Prințul Marko este amintit ca o zi frumoasă a anului”.
Respectul și dragostea pentru mama sa, Jevrosima, au fost trăsături caracteristice ale lui Marko; el i-a cerut adesea sfatul, urmându-l chiar și atunci când acesta era opus propriilor sale dorințe. Ea a locuit împreună cu Marko la conacul lui din Prilep, fiind steaua sa călăuzitoare care-l îndepărta de rău și îl îndruma pe calea îmbunătățirii morale și a virtuților creștine. Onestitatea și curajul moral al lui Marko ies în evidență într-un poem în care el este considerat a fi singura persoană care a cunoscut voința fostului țar Dušan cu privire la urmașul său la tron. Marko a refuzat să mintă în favoarea unor pretendenți, printre care tatăl și unchii săi. El a spus sincer că Dușan l-a numit pe fiul său, Uroš, ca moștenitor al tronului Țaratului Sârb. Acest lucru aproape că l-a costat viața, deoarece regele Vukašin a încercat să-l omoare.
Marko este reprezentat ca un vasal loial al sultanului otoman, luptând pentru a-și proteja stăpânul și pe imperiul său de haiduci. Când a fost chemat de sultan, a participat la campaniile militare turcești. Chiar și în această relație, însă, au ieșit în evidență personalitatea și simțul demnității ale lui Marko. El l-a făcut pe sultan să se simtă uneori jenat, iar întâlnirile dintre ei se încheiau de obicei astfel:
| Цар с' одмиче, а Марко примиче, Док доћера цара до дувара; Цар се маши у џепове руком, Те извади стотину дуката, Па их даје Краљевићу Марку: „Иди, Марко, напиј ми се вина.” | Sultanul s-a îndepărtat și Marko l-a urmat, Până când l-a adus la zid. Deodată sultanul a pus mâna în buzunar A scos o sută de ducați, Și i-a dat lui Kraljević Marko. „Du-te, Marko”, a zis, „bea-ți porția de vin”. |  |

Vasalitatea lui Marko față de suveran a fost combinată cu ideea că slujitorul era mai mare decât stăpânul său, ceea ce i-a făcut pe poeții sârbi să inverseze rolurile între cuceritori și cuceriți. Acest comportament dual al lui Marko poate explica statutul său eroic;  el a fost pentru sârbi „simbolul expresiv mândru al spiritului neînvins care continua să trăiască în ciuda dezastrului și a înfrângerii”, potrivit lui David Halyburton Low, traducătorul poemelor epice sârbe.
În luptă, Marko s-a folosit nu numai de puterea și de dibăcia sa, ci și de șiretenie și vicleșuguri. În ciuda calităților sale extraordinare, el nu a fost înfățișat ca un supererou sau ca un zeu, ci ca un om muritor. Au fost adversari care l-au depășit prin curaj și forță. El era uneori capricios, irascibil sau crud, dar trăsăturile sale predominante erau onestitatea, loialitatea și bunătatea.
Cu aspectul și comportamentul său comic și cu remarcile sale satirice pe seama adversarilor, Marko este personajul cel mai hazliu din poezia epică sârbă. Atunci când un maur l-a lovit cu buzduganul, Marko i-a spus râzând: „O, curajosule maur! Lovești în glumă sau serios?” Jevrosima și-a sfătuit odată fiul să renunțe la incursiunile sângeroase și să are în schimb câmpurile. El s-a supus într-un mod batjocoritor și a arat, în locul câmpurilor, drumul pe care înainta oastea sultanului. Un grup de ieniceri cu trei cufere cu aur i-au strigat să nu mai are drumul. El i-a avertizat să nu calce brazdele, dar a obosit repede să mai discute:
| Диже Марко рало и волове, Те он поби Турке јањичаре, Пак узима три товара блага, Однесе их својој старој мајци: „То сам тебе данас изорао.” | El a lăsat deoparte plugul și boii, Și totodată i-a ucis pe ienicerii turci. El a luat apoi cele trei cufere cu aur, Și le-a adus mamei sale, „Iată”, a spus el, „ceea ce am arat pentru tine azi”. |  |

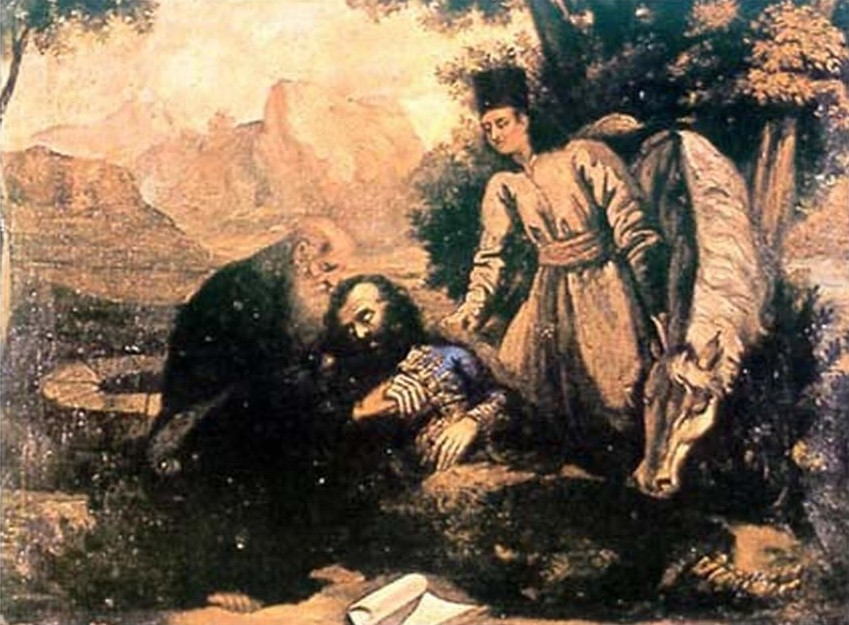
Moartea prințului Marko, pictură realizată în 1848 de Novak Radonić

Marko, în vârstă de 300 de ani, călărea pe Šarac, în vârstă de 160 de ani, pe malul mării către Muntele Urvina, când o vila i-a spus că va muri. Marko s-a aplecat apoi peste ghizdurile unei fântâni și nu a văzut reflectarea feței sale în apă; vorbele vilei au fost confirmate astfel prin hidromanție. El l-a ucis pe Šarac pentru ca turcii să nu-l folosească la muncile gospodărești și i-a oferit iubitului său însoțitor o îngropăciune grijulie. Marko și-a rupt sabia și sulița, aruncându-și buzduganul departe în mare înainte de a se întinde pe sol ca să moară. Trupul său a fost găsit șapte zile mai târziu de starețul Vaso și de diaconul său, Isaija. Vaso a dus trupul lui Marko pe Muntele Athos și l-a îngropat într-un mormânt nemarcat din Mănăstirea Hilandar.

### Poezia epică din Bulgaria și Macedonia de Nord
„Krali Marko” a fost unul dintre cele mai populare personaje din folclorul bulgar timp de mai multe secole. Poveștile epice bulgare în general (și cele despre Marko în special) par să-și aibă originea în regiunea sud-vestică a Bulgariei, în principal în actuala Macedonia de Nord. Aceste povești fac parte, prin urmare, și din moștenirea culturală etnică a actualei Macedonii de Nord.
Potrivit unei legende locale, mama lui Marko era Evrosia (Евросия), sora voievodului bulgar Momcil (care a stăpânit un teritoriu în Munții Rodopi). La nașterea lui Marko au apărut trei narecniți (ursitoare), proorocind că el va deveni un erou și îi va lua locul tatălui său (regele Vukašin). Când regele a auzit aceasta, l-a pus pe fiul său într-un coș și l-a aruncat în râu pentru a scăpa de el. O samodiva pe nume Vila l-a găsit pe Marko, l-a scos din apă și l-a educat, devenind mama sa vitregă. Deoarece Marko a băut laptele samodivei, el a dobândit puteri supranaturale și a devenit un luptător pentru libertate al bulgarilor împotriva turcilor. El are un cal înaripat, numit Sharkolia („tărcat”) și o soră vitregă, samodiva Gyura. Legendele bulgare includ fragmente din mitologia și credințele păgâne, deși poveștile folclorice despre prințul Marko au fost create începând din secolul al XIV-lea și până în secolul al XVIII-lea. Cântecele despre Krali Marko sunt comune și au un rol central în cadrul cântecelor epice bulgărești. Printre folcloriștii bulgari care au cules povești despre Marko au fost profesorii Traiko Kitancev (în regiunea Resen din vestul Macedoniei) și Marko Cepenkov din Prilep (în toată regiunea).

## În legendă
Legendele slavilor sudici despre Kraljević Marko sau Krali Marko se bazează în primul rând pe mituri mult mai vechi decât istoricul Marko Mrnjavčević. Personajul din legende diferă de cel din poeziile populare; în unele zone, el era imaginat ca un uriaș care mergea călcând pe coamele dealurilor, cu capul atingând norii. S-a spus că el l-a ajutat pe Dumnezeu să modeleze pământul și a creat defileul râului Vardar din Demir Kapija („Poarta de fier”) cu o lovitură de paloș. Apariția defileului a drenat apa mării ce acoperea regiunile Bitola, Mariovo și Tikveš din Macedonia, făcându-le locuibile. După ce a fost modelat pământul, Marko și-a arătat arogant puterea. Dumnezeu i-a luat puterea, lăsând pe drum o traistă la fel de grea ca pământul; când Marko a încercat să o ridice, el și-a pierdut forța și a devenit un om obișnuit.
Legenda mai spune că Marko și-a dobândit puterea după ce a fost alăptat de o vila. Regele Vukašin l-a aruncat într-un râu pentru că nu semăna cu el, dar băiatul a fost salvat de un văcar (care l-a adoptat, iar o vila l-a alăptat). În alte relatări, Marko a fost un păstor (sau un văcar) care a găsit copiii unei vila care se pierduseră pe un munte și i-au adăpostit de razele soarelui (sau le-a dat apă). Drept răsplată, vila l-a alăptat de trei ori și a putut ridica și arunca un bolovan mare. O versiune istriană susține că Marko a adăpostit de soare doi șerpi și nu doi copii. Într-o versiune bulgară, fiecare dintre cele trei înghițituri de lapte pe care le-a supt din sânul vilei a devenit un șarpe.
Marko a fost asociat cu bolovanii mari și solitari și cu găurile din stânci; s-a spus că el a aruncat bolovani de pe un deal, iar găurile din stânci erau urmele lui (sau urmele copitelor calului său). Legendele au legat numele său de unele caracteristici geografice, precum dealuri, vâlcele, stânci, grote, râuri, pâraie și stânci, pe care el le-a creat sau unde a realizat ceva memorabil. Diverse locuri au fost numite adesea după el și există numeroase toponime - din Istria (în vest) până în Bulgaria (în est) - derivate din numele său. În poveștile bulgărești și macedonene, Marko a avut o soră la fel de puternică, care se întrecea cu el la aruncarea bolovanilor.
În unele legende, calul fermecat al lui Marko era un cadou de la o vila. O poveste sârbă susține că el căuta un armăsar care să-l poarte și obișnuia să-i testeze apucându-i de coadă și azvârlindu-i peste umăr. Văzând un mânz bălțat bolnav, pe care-l foloseau niște căruțași, Marko l-a apucat de coadă, dar nu a putut să-l miște. El a cumpărat (și vindecat) mânzul, numindu-l Šarac. Mânzul a devenit un cal foarte puternic și tovarășul inseparabil al lui Marko. O legendă macedoneană relatează că Marko, urmând sfatul unei vila, a capturat pe munte un cal bolnav și l-a vindecat. Crustele rănilor de pe pielea calului s-au transformat în păr alb, iar el a devenit un cal bălțat.
Potrivit tradiției populare, Marko nu a murit niciodată; el trăiește adormit pe munte într-o grotă acoperită cu mușchi sau într-un loc necunoscut. O legendă sârbă povestește că Marko a luptat odată într-o bătălie în care au fost uciși atât de mulți oameni, încât soldații (și caii lor) au înotat în sânge. El și-a ridicat mâinile spre cer și a spus: „Doamne, ce voi face acum?”, iar lui Dumnezeu i s-a făcut milă de Marko și l-a transportat pe el și pe calul său, Šarac, într-o peșteră (unde Marko și-a înfipt sabia într-o stâncă și a adormit). În grotă există mușchi, pe care Šarac îl mănâncă încetul cu încetul, în timp ce sabia iese încet din stâncă. Când sabia va cădea pe pământ și Šarac va termina de mâncat mușchiul, Marko se va trezi și se va întoarce în lume. Unii oameni au pretins că l-au văzut după ce au coborât într-o groapă adâncă, unde Marko trăia într-o casă mare în fața căreia a fost văzut Šarac. Alți oameni l-ar fi văzut într-o țară îndepărtată, trăind într-o grotă. Conform tradiției macedonene, Marko a băut „apa vulturului”, ceea ce l-a făcut nemuritor; el este în ceruri, împreună cu Sfântul Ilie.

## În cultura modernă

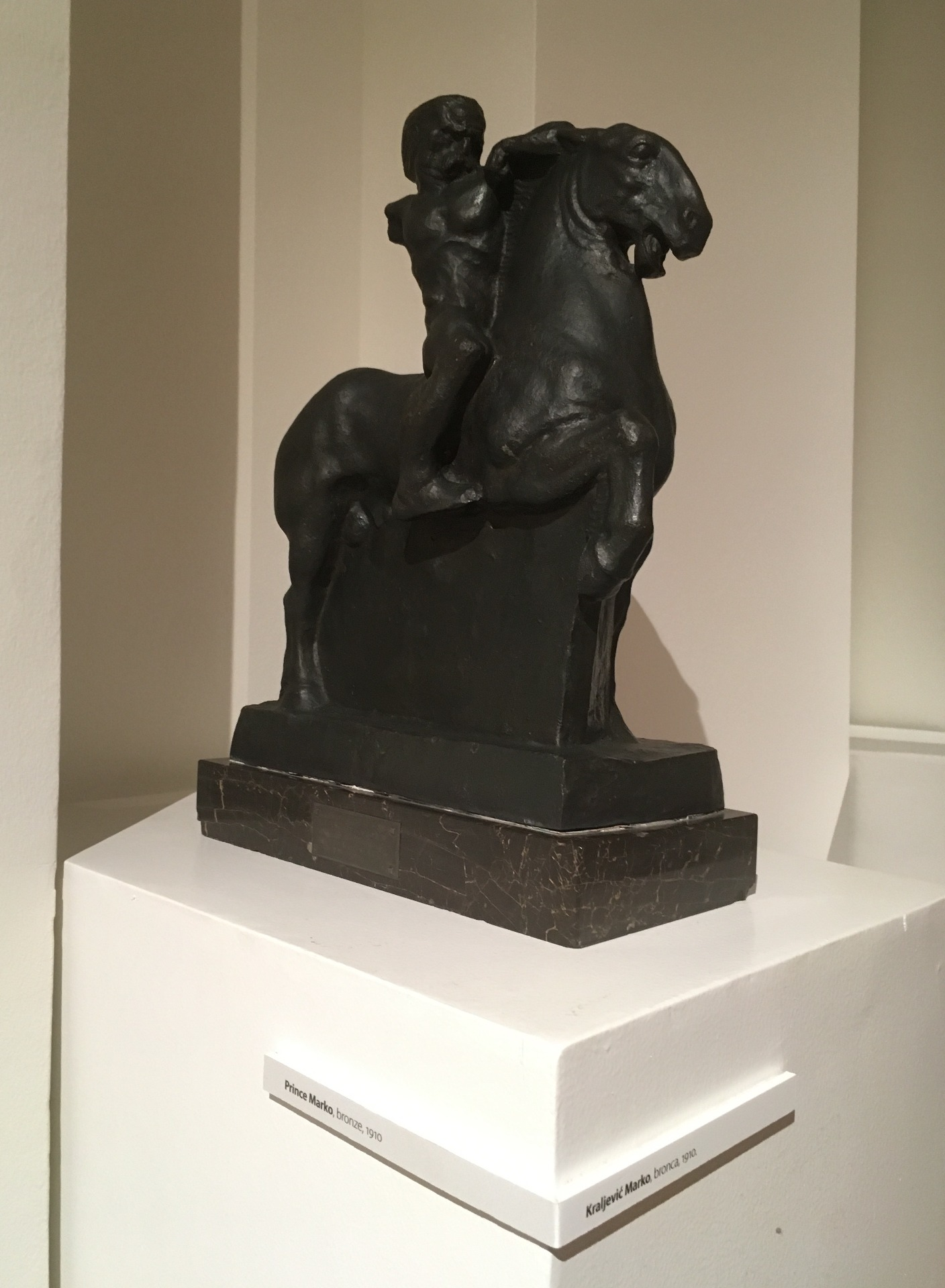
Sculptura Kraljević Marko realizată de Ivan Meštrović, 1910

În cursul secolului al XIX-lea Marko a fost subiectul mai multor dramatizări. Drama maghiară Prințul Marko, posibil scrisă de István Balog, a fost pusă în scenă la Buda în 1831, iar drama maghiară Prințul Marko – marele erou sârb a lui Celesztin Pergő a fost reprezentată în 1838 la Arad. În 1848 Jovan Sterija Popović a scris tragedia Visul prințului Marko, al cărei motiv central îl constituie legenda adormitului Marko. Petar Preradović a scris drama Kraljević Marko, care glorifică tăria slavilor sudici. În 1863 Francesco Dall'Ongaro a publicat o dramă italiană intitulată Învierea prințului Marko. În volumul de povestiri Nouvelles Orientales (1978), Marguerite Yourcenar a imaginat un sfârșit alternativ, inexplicabil, al vieții lui Marko (La Fin de Marko kraliévitch).
Dintre toate personajele epice sau istorice sârbe, Marko este considerat a fi cel care a oferit cea mai mare inspirație în domeniul artelor vizuale; o monografie pe acest subiect enumeră 87 de artiști care au fost inspirați de legenda prințului Marko. Cele mai vechi reprezentări cunoscute ale sale sunt frescele din secolul al XIV-lea din Mănăstirea lui Marko și de la Prilep. Un desen din secolul al XVIII-lea al prințului Marko se află în Evangheliile de la Čajniče, un manuscris medieval aparținând unei biserici ortodoxe sârbe din orașul Čajniče aflat în estul Bosniei. Desenul este simplu, unic în reprezentarea lui Marko ca sfânt și amintește de reliefurile de pe stećci. Vuk Karadžić a scris că, în copilăria sa din secolul al XVIII-lea, a văzut o pictură a prințului Marko cărând în spinare un bou.
Litografii ale lui Marko au fost realizate în secolul al XIX-lea de Anastas Jovanović, Ferdo Kikerec și alții. Printre artiștii care l-au pictat pe Marko în cursul acelui secol se numără Mina Karadžić, Novak Radonić și Đura Jakšić. Twentieth-century artists include Nadežda Petrović, Mirko Rački, Uroš Predić și Paja Jovanović. O sculptură a lui Marko călare pe Šarac, realizată de Ivan Meštrović, a fost reprodusă pe un timbru și pe o bancnotă iugoslavă. Marko a fost subiectul creațiilor artistice ale unor ilustratorii moderni precum Alexander Key, Aleksandar Klas, Zuko Džumhur, Vasa Pomorišac și Bane Kerac.
Prințul Marko și paloșul său au fost, de asemenea, o sursă de inspirație pentru actualul imn național sârb „Bože pravde”. Cântecul a fost preluat din piesa de teatru Markova Sablja, foarte populară în rândul sârbilor în anul 1872.
Principalele motive existente în creațiile artistice sunt Marko și Ravijojla, Marko și mama sa, Marko și Šarac, Marko tragând o săgeată, Marko arând câmpurile, lupta între Marko și Musa și moartea lui Marko. De asemenea, mai mulți artiști au încercat să realizeze un portret realist al lui Marko pe baza frescelor medievale. În 1924 compania Prilep Brewery a început să fabrice o bere ușoară numită Krali Marko.

## Moștenire
El a fost inclus pe locul 12 în lista și cartea din 1993 a celor mai proeminenți 100 de sârbi (sârbă: 100 најзнаменитијих Срба). Cartea cu cele 100 de biografii a fost redactată de membri ai Academiei Sârbe de Științe și Arte și anume Sava Vuković, Pavle Ivić, Dragoslav Srejović, Dejan Medaković, Dragomir Vitorović, Zvonimir Kostić, Vasilije Krestić, Miroslav Pantić și Danica Petrović.

## Legături externe
- Baladele lui Marko Kraljević, traducere de David Halyburton Low (1922)
- Heroic Ballads of Servia, traducere de George Rapall Noyes și Leonard Bacon (1913)
- Cântece macedonene, povești și legende despre Marko (în macedoneană)
- Balade bulgare (vezi și aici, cu mai multe informații) și Legende despre Marko (în bulgară)
- Marko, The King's Son: Hero of The Serbs de Clarence A. Manning (1932)
- Poem, „Marko Kraljević and the Vila”
- Conclusion of „Prince Marko and Musa Kesedžija” (versetele 220–281)
- Benzi desenate Arhivat în 9 ianuarie 2009, la Wayback Machine.

Clipuri video ale poemilor epice sârbe cântate cu acompaniament la guslă:
- Prince Marko Recognises His Father's Sword
- Prince Marko Abolishes the Marriage Tax
- Prince Marko and the Eagle